# Tentativa de assassinato de Donald Trump
Em 13 de julho de 2024, o ex-presidente dos Estados Unidos, Donald Trump, sofreu um atentado, sendo ferido durante um comício realizado em um local de exposições agrícolas em Butler, Pensilvânia. De acordo com testemunhas e gravações, ele apresentou um sangramento na orelha direita após ser alvejado. O atirador era Thomas Matthew Crooks, de 20 anos, de Bethel Park, Pensilvânia. Policiais e testemunhas disseram que Crooks subiu em um telhado do lado de fora do local do comício e disparou oito tiros de um rifle semiautomático estilo AR-15 antes de ser morto por um atirador de elite da Equipe de Contra-Assalto do Serviço Secreto dos Estados Unidos. Um participante do comício foi morto, enquanto outros dois participantes ficaram gravemente feridos.

## Contexto

### Donald Trump
O ex-presidente Donald Trump é o candidato oficializado do Partido Republicano para a eleição presidencial dos Estados Unidos de 2024. O comício foi realizado como parte da campanha presidencial de Donald Trump em 2024 para a eleição, com o objetivo de angariar votos no swing state da Pensilvânia. O tiroteio ocorreu poucos dias antes da Convenção Nacional Republicana de 2024, que foi realizada em 15 de julho de 2024.

### Comício na Pensilvânia
Em 5 de julho de 2024, foi anunciado que Trump realizaria um comício nos terrenos da Butler Farm Show, entre o Connoquenessing Township e Meridian, perto de Butler, Pensilvânia, em 13 de julho. Membro da Câmara dos Representantes, Mike Kelly afirmou que tentou contatar a campanha de Trump sobre realizar o comício em uma área que pudesse comportar uma multidão maior do que os terrenos da Butler Farm Show. Ele afirmou que a resposta foi: "Agradecemos suas sugestões, mas já tomamos nossa decisão"
Os comícios de Trump são inspecionados em busca de armas e itens proibidos. Estima-se que 50 000 pessoas participaram do comício, de acordo com o presidente do Comitê Republicano do Condado de Butler, James E. Hulings.

## Tiroteio

Diagrama ilustrativo das localizações de Trump, do perpetrador e da equipe de contra-ataque do Serviço Secreto

Aproximadamente às 18h11 (UTC-4), um atirador até então desconhecido disparou vários tiros com um rifle estilo AR-15 em um comício de Donald Trump. Pelo menos três participantes ficaram feridos, deixando uma pessoa morta e duas em estado crítico. Relatos indicaram que uma testemunha observou um homem carregando um rifle no telhado e alertou a polícia sobre o indivíduo minutos antes dos disparos serem feitos contra Trump. O suposto atirador não passou por nenhum controle de segurança, pois estava fora do perímetro de segurança da manifestação e se posicionou no telhado de um galpão situado entre 61,0 a 121,9 metros ao norte de Trump. Ele foi morto por um atirador de elite da Equipe de Contra-ataque do Serviço Secreto dos Estados Unidos pouco depois do tiroteio. Seu corpo foi descoberto no telhado. Uma bala atingiu a parte superior da orelha direita de Trump. Ele brevemente levou a mão direita à orelha e então caiu no chão. Agentes do Serviço Secreto se lançaram em direção a Trump e o protegeram. Após cerca de 25 segundos, ele se levantou com sangue na orelha e no rosto e disse aos agentes do Serviço Secreto que precisava de seus sapatos. Trump então levantou o punho e o agitou para a multidão, que respondeu com aplausos e gritos de "U-S-A!" Ele foi então escoltado até um veículo e levado a um hospital próximo. Três participantes do comício foram atingidos, resultando em uma pessoa morta e duas gravemente feridas. Um dos feridos estava nas arquibancadas à esquerda do local.

## Vítimas
Além de Trump, três homens adultos que estavam no comício foram atingidos. Um deles, Corey Comperatore, de 50 anos, foi morto, e os outros dois ficaram gravemente feridos. Comperatore trabalhava como engenheiro de projetos e ferramentas e era bombeiro voluntário. Ele foi o antigo chefe da Companhia de Bombeiros Voluntários de Buffalo Township. Segundo sua família e o governador da Pensilvânia, Josh Shapiro, ele morreu enquanto protegia suas filhas dos tiros.
Um dos feridos estava sentado nas arquibancadas do lado esquerdo do local. O representante dos EUA, Ronny Jackson, disse que uma bala arranhou o pescoço de seu sobrinho, causando sangramento.

## Perpetrador
Em 14 de julho, o Departamento Federal de Investigação (FBI) identificou o atirador como Thomas Matthew Crooks, de 20 anos (nascido em 20 de setembro de 2003), de Bethel Park, Pensilvânia, uma comunidade a uma hora de carro do local do tiroteio. Ele não tinha antecedentes criminais conhecidos.
Crooks tinha registro de filiação ao Partido Republicano e sua inscrição eleitoral estava ativa desde 2021, mas apesar disso em 20 de janeiro de 2021, ele fez uma doação de campanha no valor de US$15 para o Progressive Turnout Project, um grupo progressista de mobilização de eleitores e apoio a candidatos do Partido Democrata, a doação foi feita através da plataforma de doações ActBlue, do Partido Democrata. Crooks fez a doação no mesmo dia em que o Joe Biden foi empossado como o 46.º Presidente dos Estados Unidos. Fotos do corpo de Crooks mostraram que ele usava uma camiseta que parecia ser mercadoria do Demolition Ranch, um canal do YouTube que populariza armas de fogo, mas apesar disso o canal Demolition Ranch se pronunciou repudiando o ato cometido por Crooks e afirmando que não apoiam a incitação a violência ou ódio e que gostariam de não ter o seu produto associado ao atentado, também afirmou que a camiseta foi comprada de forma online, na loja virtual disponível na internet igual outras lojas virtuais de acesso livre ao público.

## Consequências
Trump foi transportado para o Butler Memorial Hospital para exames imediatamente após o tiroteio. Um porta-voz do Serviço Secreto afirmou que ele estava seguro.
A carreata de Trump deixou o hospital por volta das 21h30, horário do leste dos EUA, com destino ao Aeroporto Internacional de Pittsburgh. Trump pousou no Aeroporto Internacional de Newark, em Nova Jersey, no início de 14 de julho, e passou a noite no Trump National Golf Club Bedminster. A segurança na Trump Tower foi aumentada pelo Departamento de Polícia de Nova York.

### Investigação
O Departamento Federal de Investigação (FBI) está liderando uma investigação com a Divisão de Segurança Nacional do Departamento de Justiça dos Estados Unidos, o Serviço Secreto dos Estados Unidos e a Agência de Álcool, Tabaco, Armas de Fogo e Explosivos. O incidente está sendo investigado como uma tentativa de assassinato.
O corpo de Crooks foi retirado do telhado. Ele não estava carregando identificação. O FBI confirmou a identidade do atirador por meio de biometria de impressões digitais e perfil de DNA. Explosivos foram encontrados no carro que Crooks usou para viajar até o comício e em sua casa.
Em 28 de agosto, o FBI afirmou que o autor do atentado buscou na internet durante meses por comícios tanto de Trump quanto do presidente Joe Biden antes do ataque.

### Fotografias com o punho levantado
O fotógrafo Evan Vucci, da Associated Press, capturou imagens amplamente elogiadas de um Trump ensanguentado levantando o punho no ar, cercado por membros do Serviço Secreto, com uma bandeira americana ao fundo. As fotos rapidamente se espalharam nas redes sociais e na televisão e foram amplamente divulgadas pelos aliados de Trump, incluindo o Comitê Nacional Republicano do Senado, familiares e membros republicanos do Congresso. As imagens foram vistas como um encapsulamento da masculinidade, da força, do próprio Donald Trump, dos Estados Unidos, bem como da guerra cultural em curso no país, e as imagens se tornaram virais em sites de mídia social inclusive sendo comparadas a imagem histórica Raising the Flag on Iwo Jima, que foi tirada durante a Segunda Guerra Mundial, quando fuzileiros navais americanos em luta contra os japoneses, conseguiram hastear a bandeira americana no cume do Monte Suribachi, durante a Batalha de Iwo Jima, em 1945.

## Respostas

### Trump
Logo após ser confirmado como seguro, Trump divulgou uma declaração no Truth Social agradecendo às autoridades policiais e ao Serviço Secreto e oferecendo condolências às famílias das pessoas mortas e feridas. Ele disse:
 “Quero agradecer ao Serviço Secreto dos Estados Unidos e a todas as autoridades policiais pela rápida resposta ao tiroteio que acabou de ocorrer em Butler, Pensilvânia. Mais importante ainda, quero apresentar as minhas condolências à família da pessoa que morreu e também à família de outra pessoa que ficou gravemente ferida. É incrível que tal ato possa ocorrer em nosso país. Nada se sabe até o momento sobre o atirador, que já está morto. Fui atingido por uma bala que perfurou a parte superior da minha orelha direita. Eu soube imediatamente que algo estava errado, pois ouvi um zumbido, tiros e imediatamente senti a bala rasgando a pele. Houve muito sangramento, então percebi o que estava acontecendo. DEUS ABENÇOE A AMERICA!” — Donald J. Trump, Truth Social

### Autoridades americanas
Após o tiroteio, o presidente dos Estados Unidos, Joe Biden, declarou: "Não há lugar na América para esse tipo de violência. É doentio. É doentio. É uma das razões pelas quais precisamos unir este país… Todos devem condenar isso." Separadamente, ele disse estar "grato em saber" que Trump estava seguro. Biden falou com Trump mais tarde, na noite do incidente.

Fui informado sobre o tiroteio no comício de Donald Trump na Pensilvânia.
Estou grato em saber que ele está seguro e bem. Estou rezando por ele, por sua família e por todos os que estavam no comício, enquanto aguardamos mais informações.
Jill e eu somos gratos ao Serviço Secreto por levá-lo para um lugar seguro. Não há lugar para esse tipo de violência na América. Devemos nos unir como uma nação para condená-la.

Joe Biden, Casa Branca, 13 de Julho, 2024
O Presidente da Câmara, Mike Johnson, prometeu abrir uma investigação sobre o tiroteio, buscando depoimentos de autoridades federais de segurança pública e nacional. Os republicanos no Senado instaram o Senado, controlado pelos democratas, a realizar audiências também.
O representante republicano Mike Collins, da Geórgia, pediu que um promotor acusasse Biden de incitar um assassinato. O senador J. D. Vance, de Ohio, culpou a retórica da campanha de Biden, enquanto o senador Tim Scott, da Carolina do Sul, culpou as mensagens da "esquerda radical e da mídia corporativa". O líder da maioria na Câmara, Steve Scalise, afirmou que os líderes democratas estavam alimentando uma "histeria ridícula" sobre Trump e pediu o fim da "retórica incendiária". A representante Marjorie Taylor Greene criticou Bennie Thompson por introduzir um projeto de lei que retiraria a proteção do Serviço Secreto de condenados por crimes, incluindo Trump.
Steven Woodrow, membro democrata da Câmara dos Representantes do Colorado, postou no X em resposta à tentativa de assassinato: "A última coisa que a América precisava era de simpatia pelo diabo, mas aqui estamos." Sua postagem foi amplamente criticada, inclusive pelo Partido Democrata do Colorado; Woodrow deletou sua conta aproximadamente três horas após a postagem. Depois, ele disse ao Washington Examiner que condenava os eventos daquele dia "com os termos mais fortes" e que o comentário "corre o risco de retratar Trump como mártir, tornando-o mais propenso a vencer em novembro".
O governador da Pensilvânia, Josh Shapiro, a governadora de Michigan, Gretchen Whitmer, emitiram declarações denunciando a violência política. O governador da Flórida, Ron DeSantis, que concorreu contra Trump nas primárias republicanas de 2024, afirmou que ele e sua esposa estavam rezando por Trump.

### Autoridades internacionais
Argentina:
- O presidente Javier Milei expressou seu apoio a Trump.[62]
- A ex-presidente Cristina Kirchner prestou apoio a Trump, alegando "[…] solidariedade ao ex-presidente dos Estados Unidos e atual candidato Donald Trump pelo ataque que sofreu há poucas horas no estado da Pensilvânia".[63]

 Brasil:
- O presidente Luiz Inácio Lula da Silva publicou o repudio ao ocorrido, publicando que a agressão é "inaceitável" e que deve ser repudiada por "todos os defensores da democracia".[64]
- O ex-presidente brasileiro Jair Bolsonaro expressou sua solidariedade a Trump após o incidente.[65]

 Guatemala:
- O presidente Bernardo Arévalo publicou em rede social que "o caminho da violência não é o caminho da democracia" e desejou a Trump uma rápida recuperação.[66]

 Israel:
- O primeiro-ministro Benjamin Netanyahu postou em rede social: "Sara e eu ficamos abismados com o aparente ataque ao presidente Trump. Oramos por sua segurança e rápida recuperação".[67][68]

 Reino Unido:
- O primeiro-ministro Keir Starmer alegou que "a violência política em qualquer forma não tem lugar nas nossas sociedades" e enviou a Trump e à sua família os seus melhores votos.[69]

 Rússia
- Dmitry Peskov, secretário de imprensa do presidente russo Vladimir Putin, condenou o evento, acrescentando que o tiroteio ocorreu em uma "atmosfera" criada pela liderança de Biden, onde houve tentativas de "remover o candidato Trump da arena política".[70]

 Vaticano
- A Sala de Imprensa da Santa Sé expressou preocupação pelo episódio de violência política, "que fere as pessoas e a democracia, provocando sofrimento e morte". Além disso, afirmou unir-se em oração com os bispos americanos pelas vítimas e pela paz.[71]

 Organização das Nações Unidas
- António Guterres, secretário-geral da ONU, desejou uma pronta recuperação ao ex-presidente Trump e condenou "inequivocamente" o atentado, classificando-o como um ato de violência política.[72]

 Organização do Tratado do Atlântico Norte
- Jens Stoltenberg, secretário-geral da OTAN, solidarizou-se com o ex-presidente Trump após a tentativa de assassinato, condenando energicamente o ataque e reafirmando o compromisso da OTAN e de seus aliados com a defesa da liberdade e dos valores democráticos.[73]

 União Europeia
- Ursula von der Leyen, presidente da Comissão Europeia, expressou sua profunda comoção pelo tiroteio no comício de campanha de Donald Trump, desejou-lhe uma rápida recuperação e expressou suas condolências à família da vítima. Destacou que a violência política não tem lugar em uma democracia.[74]

### Outros
O ex-presidente George W. Bush chamou o ataque de "covarde" e aplaudiu o Serviço Secreto por sua resposta. Os ex-presidentes Barack Obama e Bill Clinton, e a ex-secretária de Estado e oponente de Trump nas eleições presidenciais de 2016, Hillary Clinton, também condenaram o ataque e desejaram a Trump uma rápida recuperação.
O bilionário e proprietário do X, Elon Musk, endossou Trump para presidência após o incidente, assim como o gestor de fundos de hedge Bill Ackman. O fundador da Amazon, Jeff Bezos, escreveu que Trump havia "demonstrado uma grande graça e coragem sob fogo literal".